# Епископ делчевско-каменички Марко
Марко (световно Горан Кимев; Штип, 25. новембар 1977) је назначени епископ делчевско-каменички (од пролећа 2023. године) Македонске православне цркве (МПЦ). Претходно је био епископ брегалнички (2006-2023) и титуларни епископ дремвички (2003—2006) у саставу аутономне Православне охридске архиепископије (ПОА), под омофором Српске православне цркве (СПЦ).

## Биографија
Рођен је у Штипу 25. новембра 1977. и крштено име му је Горан. Основну школу је завршио у родном граду, након чега је уписао Богословску школу у Скопљу. Након пет година школовања на богословији и одслуженог војног рока уписао се на Богословски факултет у Скопљу, а истовремено ради и у администрацији Велешко-повардарске митрополије.
По ступању у Велешко-повардарску митрополију, сједињене у Српску православну цркву, а преко ње и са цијелом православном икуменом, као упућен у митрополију и духовно дијете митрополита Јована (Вранишковског), дана 6. јула 2002. бива насилно прогоњен од стране полиције у Северној Македонији заједно са митрополитом и свом његовом духовном дјецом који живе у згради митрополије. Само неколико дана касније, 20. јула 2002, у условима прогонства у манастиру Свети великомученик Георгиј код Неготина, митрополит Јован VI га потстрижује у монаштво и добија име Марко.

## Епископ
Дана 2. августа 2002, у манастиру Свети Прохор Пчињски, рукоположен је у ђаконски чин од епископа врањског господина Пахомија и као ђакон служи у параклису „Воскресение Христово” у Битољу, а истовремено похађа школу за грчки језик у Грчкој. Дипломирао је на Аристотеловом универзитету у Солуну. Иако релативно млад, због потреба Охридске архиепископије, одлуком Светог архијерејског сабора Српске православне цркве одржаног 10/23. маја 2003, на предлог митрополита велешког и повардарског и егзарха охридског господина Јована VI, изабран је за његовог викарног епископа са титулом епископ дремвички.
Дана 1. јуна 2003. у новоформираном резиденцијалном манастиру Охридске архиепископије посвећене Светом Јовану Златоустом рукоположен је у јеромонашки чин. Немајући могућност за његову хиротонију у Северној Македонији, с обзиром да су власти забраниле улазак српског патријарха и епископа Српске православне цркве у Северну Македонију, иста је извршена у манастиру Свети Прохор Пчињски дана 24. новембра/7. децембра 2003, а одлуком Светог архијерејског синода Српске православне цркве постављен је за мјестобљуститеља битољског. Дана 16/29. јуна 2006, одлуком Светог архијерејског синода Православне охридске архиепископије, постављен је за надлежног архијереја Брегалничке епархије са титулом епископ брегалнички и мјестобљуститељ битољски.
У склопу редовног заседања Светог Архијерејског Сабора СПЦ, које је било одржано од 15. до 26. маја 2005. године, усвојен је саборски Томос о црквеној аутономији Православне охридске архиепископије, који је издат 24. маја од стране сабора, са потписом српског патријарха Павла. Тим актом, који је усаглашен и усвојен на саборском заседању, Православна охридска архиепископија је добила пуну црквену аутономију, под омофором Српске православне цркве. У тексту томоса, изричито је поменут и епископ Марко, као и Битољска епархија којом је управљао.
Свети архијерејски сабор СПЦ је 16. маја 2022. године донео одлуку о обнови литургијског заједништва са Македонском православном црквом, а потом је 19. маја године у Београду одржано и прво заједничко богослужење архијереја СПЦ и МПЦ. У наставку заседања, Свети архијерејски сабор СПЦ је 20. маја донео начелну одлуку о давању сагласности за додељивање аутокефалног статуса МПЦ, али та одлука због своје начелне и условне природе није била одмах обнародована, нити је поменута у званичном саборском саопштењу, које је објављено 23. маја. Потом је уследио боравак српског патријарха Порфирија у Скопљу, где је 24. маја дошло до јавног саопштавања одлуке о прихватању аутокефалности МПЦ од стране СПЦ, а том догађају је присуствовао и епископ Марко.
Стицајем околности, јерархија ПОА није присуствовала објављивању патријарховог томоса о аутокефалности МПЦ, који је био уручен 5. јуна у Београду. Након тог чина, јерархија ПОА се није званично оглашавала поводом кључних питања која проистичу из односа између поменутог патријарховог томоса и старијег саборског томоса из 2005. године.

## Прелазак под окриље МПЦ
У пролеће 2023. године, Синод МПЦ је предложио да епископ Марко у склопу предстојеће интеграције ПОА са МПЦ добије на управу будућу Епархију делчевско-каменичку, чије је оснивање тада најављено. Даљи кораци ка решавању тог питања остварени су 20. маја, када је Свети архијерејски сабор СПЦ дао сагласност за прелазак јерархије ПОА под окриље МПЦ, након чега је Синод МПЦ 20. јуна донео одлуку да јерарсима ПОА буду дозначене нове, у том тренутку још увек непостојеће епархије у оквиру јерархијске структуре МПЦ.
Тиме је покренут и поступак за оснивање тих нових епархија, што према слову Устава МПЦ подразумева и одговарајућу одлуку Црквено-народног сабора МПЦ, који ће бити сазван у будућности. До окончања тог процеса требало би да буду решена и преостала питања која се односе на процес интеграције, укључујући и званично организовање поменуте епархије, а самим тим и питање о Марковом званичном устоличењу на служби епископа делчевско-каменичког. У међувремену, Синод ПОА је 28. јуна издао саопштење о интеграцији јерархије ПОА у МПЦ, након чега је Марко усвојио титулу: епископ делчевско-каменички.